# تیانشیا
تیانشیا (انگلیسی: Tianxia) یا تنکا (به ژاپنی: 天下)، همه زیر بهشت تیان (اسطوره‌شناسی) یک اصطلاح چینی برای مفهوم فرهنگی تاریخی فرهنگ چینی است که به کل جهان جغرافیایی یا قلمرو متافیزیکی انسان‌ها اشاره می‌کند و بعداً با حاکمیت سیاسی مرتبط شد.